# Телескоп Хейла

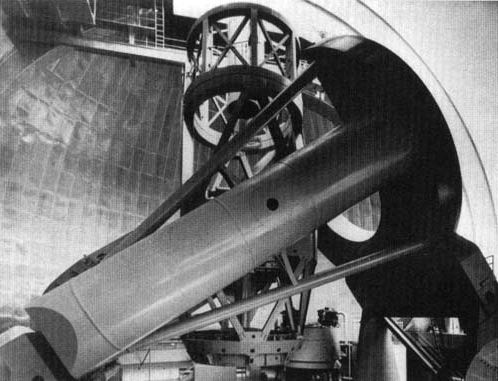

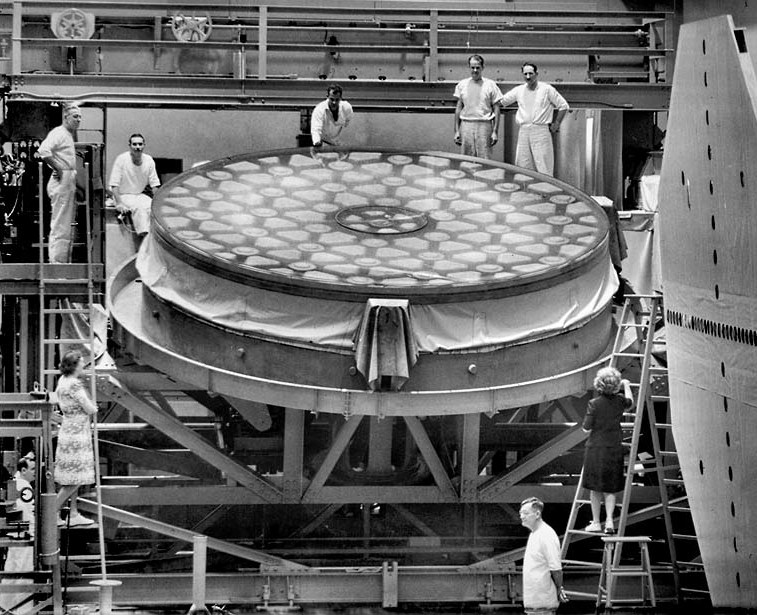
Зеркало телескопа при возобновлении шлифовки в 1945 году

Телескоп Хейла — 5-метровый (200-дюймовый) оптический телескоп-рефлектор. Крупнейший в мире с момента постройки в 1948 году и по 1976 год, когда его превзошёл 6-метровый советский телескоп БТА. Входит в состав Паломарской обсерватории в Калифорнии, США. Телескоп назван в честь астронома Джорджа Хейла. Используя средства фонда Рокфеллера, под его руководством были разработаны постройки и инструменты обсерватории, но он сам не дожил до сдачи обсерватории в эксплуатацию. Телескоп Хейла, имеющий зеркало, вдвое превышающее по диаметру предыдущий крупнейший в мире телескоп — 2,5-метровый (100-дюймовый) телескоп имени Джона Хокера, обсерватории Маунт-Вилсон, стал вехой в строительстве телескопов. Долгое время считалось[кем?], что этот телескоп является крупнейшим телескопом с качественным изображением, который только можно построить. На этом телескопе были опробованы новые технологии: покрытие зеркала алюминием методом вакуумного напыления; специальное стекло сорта пирекс, имеющее пониженный коэффициент теплового расширения; жёсткая экваториальная монтировка английского типа «ярмо с подковой». Телескоп находится в эксплуатации.